# Второй своего имени
«Второй своего имени» — третий эпизод первого сезона фантастического телесериала «Дом Дракона», премьера которого состоялась 4 сентября 2022 года. Его режиссёром является Грег Яйтанс, сценарий написали Гейб Фонсека и Райан Кондал. Эпизод получил неоднозначные отзывы критиков.

## Сюжет
В третьей серии происходит временной скачок в несколько лет. Король Визерис уже женат на Алисент Хайтауэр, сыну супругов Эйегону два года. Права на престол Рейениры оказываются под угрозой, так как лорды Семи Королевств явно предпочитают видеть на Железном троне мужчину; поэтому отношения между Рейенирой и её мачехой весьма натянуты.
По случаю именин принца устраивается большая охота. Рейенира, отправившаяся на неё против своей воли, сталкивается с ухаживаниями лорда Утёса Кастерли Джейсона Ланнистера. Она узнаёт, что отец уже согласился выдать её за Ланнистера, отвергает идею этого брака и уезжает из лагеря. Принцессу догоняет рыцарь Королевской гвардии Кристон Коль. В отсутствие дочери Визерис убивает затравленного для него оленя (символ королевской власти в глазах вестеросцев), но делает это только со второго удара и выглядит довольно неуверенно. Сир Кристон и Рейенира убивают ночью напавшего на них огромного кабана. Утром на пути в лагерь они встречают большого белого оленя. Когда они возвращаются, все видят, что охота Рейениры была более удачной, чем королевская.
Пьяный Визерис делится с женой своими сомнениями. По его словам, он ошибся, когда назначил своей наследницей Рейениру, чтобы отстранить от власти брата. Протрезвев, король клянётся дочери, что не изменит своё решение: престол займёт именно она. Визерис объясняет Рейенире, что ради укрепления династии она должна выйти замуж, но разрешает ей самой выбрать супруга.
Тем временем лорд Дрифтмарка Корлис Веларион и принц Дейемон Таргариен без особых успехов ведут войну на архипелаге Ступени. Визерис долго отказывается им помочь, считая бунтовщиками, но после разговора с женой посылает небольшое подкрепление. Тогда Дейемон решает пойти на большой риск, чтобы закончить войну самостоятельно. Он притворно сдаётся, чтобы выманить врага из пещер под стрелы своих лучников и под огонь дракона. В итоге принц одерживает победу и лично убивает предводителя пиратов, Кормильца Крабов.

## Премьера и оценки
Премьерный показ «Второго своего имени» состоялся 4 сентября 2022 года. Рецензенты отмечают, что это первый эпизод «Дома Дракона», в котором показана полноценная битва. На сайте-агрегаторе отзывов Rotten Tomatoes он получил рейтинг 83 % при средней оценке 7,3 из 10. Рецензент Den of Geek Алек Боджалад оценил «Второго своего имени» на четыре звезды из пяти, отметив высокий уровень сценария и костюмов. Ник Хилтон из The Independent и Молли Эдвардс из GamesRadar+ поставили такую же оценку, Хелен О’Хара из IGN — 7 баллов из 10. Кимберли Рутс из TVLine высоко оценила игру Эмили Кэри.
Майкл Дикон из The Telegraph оценил эпизод только на три балла из пяти, написав в рецензии, что сериал остаётся затянутым. Этого критика разочаровало слишком быстрое поражение Кормильца Крабов, хотя сцену битвы на Ступенях он похвалил. Хиллари Келли из Vulture тоже поставила «Второму своего имени» три балла из пяти, раскритиковав сценарий, но отметив игру Смита. Дженна Шерер из The A.V. Club поставила эпизоду оценку «С+», похвалив игру Милли Олкок и сцену сражения.